# Cheilosia paralobi
Cheilosia paralobi es una especie de sírfido. Se distribuyen por el paleártico en la península ibérica y el Magreb.